# Kate Grigorieva
Ekaterina Sergejevna Grigorieva (ryska: Екатерина Сергеевна Григорьева), känd som Kate Grigorieva, född 15 september 1989 i Olenegorsk, Murmansk oblast, Ryssland, är en rysk fotomodell. Hon är sedan 2015 en av Victoria's Secret Angels.